# Matteo Silva
Matteo Silva, pseudonimo di Matteo Silvano Cappelletti (Ulma, 17 ottobre 1960), è un artista, compositore produttore discografico ed etnomusicologo italiano.

## Biografia
Nato a Ulma in Germania, cresciuto a Bologna e a Montagnola, Lugano, Svizzera, Matteo Silva ha studiato composizione al conservatorio Giuseppe Verdi di Milano con Niccolò Castiglioni e filosofia a Ca' Foscari, Venezia, con Emanuele Severino;  è produttore discografico, editore musicale e fondatore dell'etichetta discografica indipendente Amiata Records. Oltre all'attività musicale è attivo fin dai primi anni '80 come artista visivo. Ha partecipato al movimento Fluxus.
Per le case discografiche Wergo, Naïve e Amiata Records ha prodotto oltre 180 dischi negli USA, in Germania, Francia e Italia. Tra gli artisti prodotti: Arvo Pärt, Terry Riley, Steve Reich, Sainkho, Ustad Nishat Khan, i Fratelli Mancuso, le Faraualla, Sangita Badhyopadhnay, Michael Vetter, Hans Otte, Gabin Dabiré, il Club Musical Oriente Cubano, Chögyal Namkhai Norbu, i monaci del monastero Tibetano di Sera, i Bauls del Bengala. Ha soggiornato spesso in Asia dove ha registrato, anche per conto dell'UNESCO cerimonie musicali in via di estinzione, in particolare nelle regioni Himalayane di India, Nepal e Sikkim.  Per Amiata Records ha pubblicato in due volumi La musica dell'antica Roma vol. I Strumenti a fiato (1996) , La musica dell'antica Roma vol. II strumenti a corda (2002), pubblicazioni che hanno fatto scalpore nel mondo dell'archeologia sperimentale e in quello musicale dell'epoca in quanto primo tentativo filologico di ricostruzione della musica dell'antica Roma, un progetto condotto insieme al gruppo di lavoro Synaulia del paleorganologo Walter Maioli e al Museo della Civiltà Romana a Roma. Brani estratti da questi lavori sono stati dati in licenza a numerosi documentari, film e serie TV, fra cui" The Gladiator" di Ridley Scott,  "The Village", A midsummers night's dream" e la serie della NBC "Rome".
Come redattore radiofonico ha collaborato con Rete 2, canale culturale della Radiotelevisione Svizzera e ha realizzato per il Gruppo RCS Rizzoli Fabbri Editore l' " Enciclopedia delle musiche del mondo” in 65 volumi; per il gruppo “L'Espresso – La Repubblica” ha prodotto, tra le altre, una serie di CD intitolata “World Music”, opera che ha reso accessibile per la prima volta in Italia ad un pubblico più vasto la musica di culture lontane e meno conosciute. Altro notevole progetto realizzato per il gruppo "L'Espresso - La Repubblica" è stato "La grande musica della Sardegna", una collana di CD sui diversi stili musicali della Sardegna affrontati in chiave musicologica ma pubblicati per la prima volta fuori dai circuiti accademici con notevole successo di pubblico.
Come compositore ha pubblicato gli album di musica elettronica Solaris (1991) Ad Infinitum (1993) e Omphalos (2001),  colonne sonore di molte sue installazioni sonore e luminose. Dal 2002 in poi abbandona l'elettronica per un ritorno al "SUONO" acustico.  È del 2023 la pubblicazione di Shiné, colonna sonora dell'installazione omonima per sole campane Tibetane. Oltre all'attività di compositore e produttore Matteo Silva è anche artista visivo, docente, autore di saggi, poesie e prosa. Come musicologo ha scritto Music for Peace (1999), Beyond Music (2004), Copyright in digital media (2008). Matteo Silva è stato direttore del programma MIM (Music Industry Management) presso la European School of Economics di Londra. Risiede in campagna, vicino a Roma e nel tempo libero è un appassionato skipper.
Come compositore ha pubblicato gli album di musica elettronica Solaris (1991), Ad Infinitum (1993) e Omphalos (2001).
Oltre all'attività di produttore ed editore musicale Matteo Silva è attivo come professore, autore di saggi, di poesia e di prosa e soprattutto fin dai primi anni ‘80 come artista multimediale. Come musicologo ha scritto Music for Peace (1999), Beyond Music (2004), Copyright in digital media (2008).

## Riconoscimenti
- 1998 Deutscher Schallplattenpreis per l'album Naked Spirit di Sainkho Namtchylak
- 2000 Naird Award come miglior produzione indipendente di musica antica
- 2002 Diapason d'Or per il cd Bella Maria dei Fratelli Mancuso
- 2008 Nomination al Grammy Award nella categoria Producer of the Year, Classical

## Discografia
Come compositore:
- Matteo Silva, Golden Grounds, Odiyana Edition, Lugano 1989
- Matteo Silva, Solaris, Wind Recordings, Bari 1991
- Matteo Silva, Ad Infinitum, Amiata Records, Firenze 1993
- Matteo Silva, Omphalos, Amiata Records, Firenze 2001
- Matteo Silva, De Harmonices Mundi , Amiata Records, Firenze 2006

Come produttore discografico:
- Adea, Day & Night, Amiata Records, Firenze 1996
- Alexandra - Arrigo Cappelletti,  Terras Do Risco, Amiata Records, Firenze 2001
- Alon Michael, Israel Edelson,  Meditations of the Heart Vol. I, Amiata Records, Firenze 1998
- Amelia Cuni, Werner Durand,  Ashtayama, Amiata Records, Firenze 1999
- Andrea Ceccomori & Antonio Rossi,  The Celestine Suite, Amiata Records, Firenze 1998
- Andrea Donati,  Ape Regina, Amiata Records, Firenze 1997
- Andrea Donati,  Le Ciel De Ma Memoire, Amiata Records, Firenze 1995
- Angelo Riccardi,  Song of Enlightnment, Amiata Records, Firenze 1994
- Antonio Breschi,  At the edge of the night, Amiata Records, Firenze 1994
- Antonio Breschi,  Toscana, Amiata Records, Firenze 1996
- Antonio Infantino,  Tara'ntrance, Amiata Records, Firenze 2004
- Antonio Infantino & I Tarantolati,  Tarantella Tarantata, Amiata Records, Firenze 1996
- Astor Piazzolla, Thomas Fortmann,  Tango Catolico, Amiata Records, Firenze 1994
- Auria Vizia,  New Dawn of the Sacred Flames, Amiata Records, Firenze 1997
- Auria Vizia,  Music for The Seven Chakras, Amiata Records, Firenze 1996
- Ayub Ogada,  Tanguru,
- Chogyal Namkhai N. Rinpoche Chöd, Cutting Through Dualism, Amiata Records, Firenze 1992
- Chogyal Namkhai Norbu & Matteo Silva,  Music for the Dance of Vajra, Amiata Records, 2000
- Fabio Forte,  Asia Blue, Amiata Records, Firenze 2001
- Faraualla,  Sind', Amiata Records, Firenze 2002
- Faraualla,  Faraualla, Amiata Records, Firenze 1999
- Flavio Piras,  The Hands, Amiata Records, Firenze 1996
- Fratelli Mancuso,  Cantu, Amiata Records, Firenze 2002
- Fratelli Mancuso, Requiem, Amiata Records, Firenze 2008
- Fratelli Mancuso & Antonio Marangolo,  Bella Maria, Amiata Records, Firenze 1998
- Gabin Dabiré,  Kontomè, Amiata Records, Firenze 1996
- Gabin Dabiré,  Afriki Djamana, Amiata Records, Firenze 1994
- Gaspare Bernardi,  L'Arco Terrestre, Amiata Records, Firenze 2001
- Gianfranco Pernaiachi,  Abendland, Amiata Records, Firenze 1996
- Hans Otte,  Aquarian Music, Amiata Records, Firenze 1994
- Igor Koshkendey,  Music From Tuva, Amiata Records, Firenze 1997
- In a Split Second,  It Happens, Amiata Records, Firenze 1997
- Krishna Bhatt Kirwani, Music from India, Amiata Records, Firenze 1995
- La Famille Dembelè,  Aira Yo, La Dance Des Jeunes Griots, Amiata Records, Firenze 1996
- Marino De Rosas,  Meridies, Amiata Records, Firenze 1999
- Mark Kostabi,  Songs for Sumera, Amiata Records, Firenze 2002
- Michael Vetter,  Nocturne, Amiata Records, Firenze 1993
- Michael Vetter,  Ancient Voices, Amiata Records, Firenze 1992
- Neji,  Sat, Amiata Records, Firenze 1996
- Nouthong Phimvilayphone,  Visions of the Orient: Music from Laos, Amiata Records, Firenze 1995
- Paolo Giaro Ensemble,  Urbino, Amiata Records, Firenze 1998
- Paolo Giaro, Krishna Bhatt, D. Gosh,  Dancing In the Light of the Full Moon, Amiata Records, Firenze 19096
- Paul Badura-Skoda,  Schubert: The trout In the mirror of time, Amiata Records, Firenze 1998
- Quartetto Bernini,  J.S. BACH: L'Arte Della Fuga, Amiata Records, Firenze 2001
- Radha,  Radha, Amiata Records, Firenze 2001
- Riccardo Fassi,  In The Flow, Amiata Records, Firenze 1993
- Roberto Laneri,  Memories of the rain forest, Firenze 1993
- Sainkho Namtchylak,  Naked Spirit, Amiata Records, Firenze 1998
- Sangeeta Bandyopadhyay/Vincenzo Mingiardi,  Sangita, Amiata Records, Firenze 2004
- Savio Riccardi,  La Venere Di Willendorf, Amiata Records, Firenze 1999
- S. Reich, A. Part, L. Einaudi, H. Otte, H. M. Gorecki,  New Music Masters, Amiata Records, Firenze 1996
- Surabhi Dreams of Sea & Sky, Amiata Records, Firenze 1996
- Synaulia,  The Music of Ancient Rome Vol. I, Amiata Records, Firenze 1996
- Synaulia,  The Music of Ancient Rome Vol. II, Amiata Records, Firenze 2002
- Terry Riley,  The Padova Concert, Amiata Records, Firenze 1992
- The Bauls Of Bengal,  A Man of Heart: Music from India, Amiata Records, Firenze 1996
- The Saexophones,  From Gesualdo To Sting, Amiata Records, Firenze 1996
- Tibetan Monks/Sera Jé Monastery Tibet, Sera Jé, Amiata Records, Firenze 1998
- Various Artists,  Cantos a Kiterra, Amiata Records, Firenze 1999
- Ustad Nishat Khan,  Meeting Of Angels, Amiata Records, Firenze 2003
- Ustad Nishat Khan,  Raga KhanAmiata Records, Firenze 1997
- Whisky Trail,  Chaosmos, Amiata Records, Firenze 2006
- Diana Garden, La Dolce Vita, Amiata Records, Firenze 2003
- Diana Garden,  Tribe, Amiata Records, Firenze 2002
- Various Artists,  African Angels, Amiata Records, Firenze 1997
- Various Artists,  Casa Italia, Amiata Records, Firenze 2005
- Various Artists,  Celtic Angels, Amiata Records, Firenze 1997
- Various Artists,  Colors, Amiata Records, Firenze 1998
- Various Artists,  Magnificat - Music for the Jubelee 2000, Amiata Records, Firenze 2000
- Various Artists,  Mediterranean Blue, Amiata Records, Firenze 2003
- Various Artists,  Morocco - Sounds from the ancient land, Amiata Records, Firenze 1998
- Various Artists,  Premio Città Di Recanati Vol.I, Amiata Records, Firenze 2001
- Various Artists,  Premio Città Di Recanati Vol.II, Amiata Records, Firenze 2002
- Various Artists,  Sacred Planet, Amiata Records, Firenze 1998
- Various Artists,  Viva Cuba Libre, Amiata Records, Firenze 2000
- Various Artists,  Voices of Africa, Amiata Records, Amiata Records, Firenze 1997
- Various Artists,  Winds & Strings of Africa, Amiata Records, Firenze 1997
- Various Artists,  Drums of Africa, Amiata Records, Firenze 1997